# San Benedetto Val di Sambro
San Benedetto Val di Sambro là một đô thị ở tỉnh Bologna vùng Emilia-Romagna của Ý, có vị trí khoảng 35 km về phía tây nam của Bologna. Tại thời điểm ngày 31 tháng 12 năm 2004, đô thị này có dân số 4.493 người và diện tích là 66,7 km².
Đô thị San Benedetto Val di Sambro có các frazioni (Đơn vị trực thuộc, chủ yếu là các làng) Sant'Andrea, Pian del Voglio, Monteacuto Vallese, Madonna dei Fornelli, Ripoli, Castel dell'Alpi, Montefredente, Qualto, Cedrecchia, Zaccanesca, và Pian di Balestra.
San Benedetto Val di Sambro giáp các đô thị sau: Castiglione dei Pepoli, Firenzuola, Grizzana Morandi, Monghidoro, Monzuno.